# Remparts de Roye
Les Remparts de Roye sont aujourd'hui une partie de l'enceinte fortifiée de la ville de Roye au sud-est du département de la Somme.

## Historique
La ville de Roye subit plusieurs assauts de 1419 à 1653. La ville fut mise à sac par deux fois par les armées du roi d'Espagne. Après la paix des Pyrénées en 1659 et l'annexion de l'Artois par la France, la ville ne joua plus aucun rôle militaire. Ses remparts devenus obsolètes furent progressivement démantelés aux XVIIIe et XIXe siècles.
Les vestiges de l’enceinte ont été inscrits sur l’inventaire supplémentaire des monuments historiques en 1992. 

## Caractéristiques
Les vestiges des fortifications sont situés à l'angle sud-ouest de l'enceinte urbaine médiévale. Les remparts étaient flanqués de sept tours, il n'en reste aujourd’hui qu'une. Les trois portes qui donnaient accès à la ville ont toutes disparu. Cependant, la ville de Roye est l'une des rares de la Somme à avoir conservé une portion de ses remparts malgré les destructions de la Grande Guerre qui anéantit la ville.

### La Tour Saint-Laurent
L'élément principal est constitué par la tour Saint-Laurent, massive tour ronde en brique construite sur un soubassement de grès. Cette tour du XVe siècle porte toujours les traces de boulets de canons tirés par les troupes du Grand Condé au service de l'Espagne, au cours du siège de 1653. La tour possédait, avant la Révolution française, un accès direct au couvent des Minimes.
La tour est prolongée au nord par une courtine de grès. Les remparts médiévaux de Roye ont été renforcés au XVIe siècle par une enceinte bastionnée.

## Photos

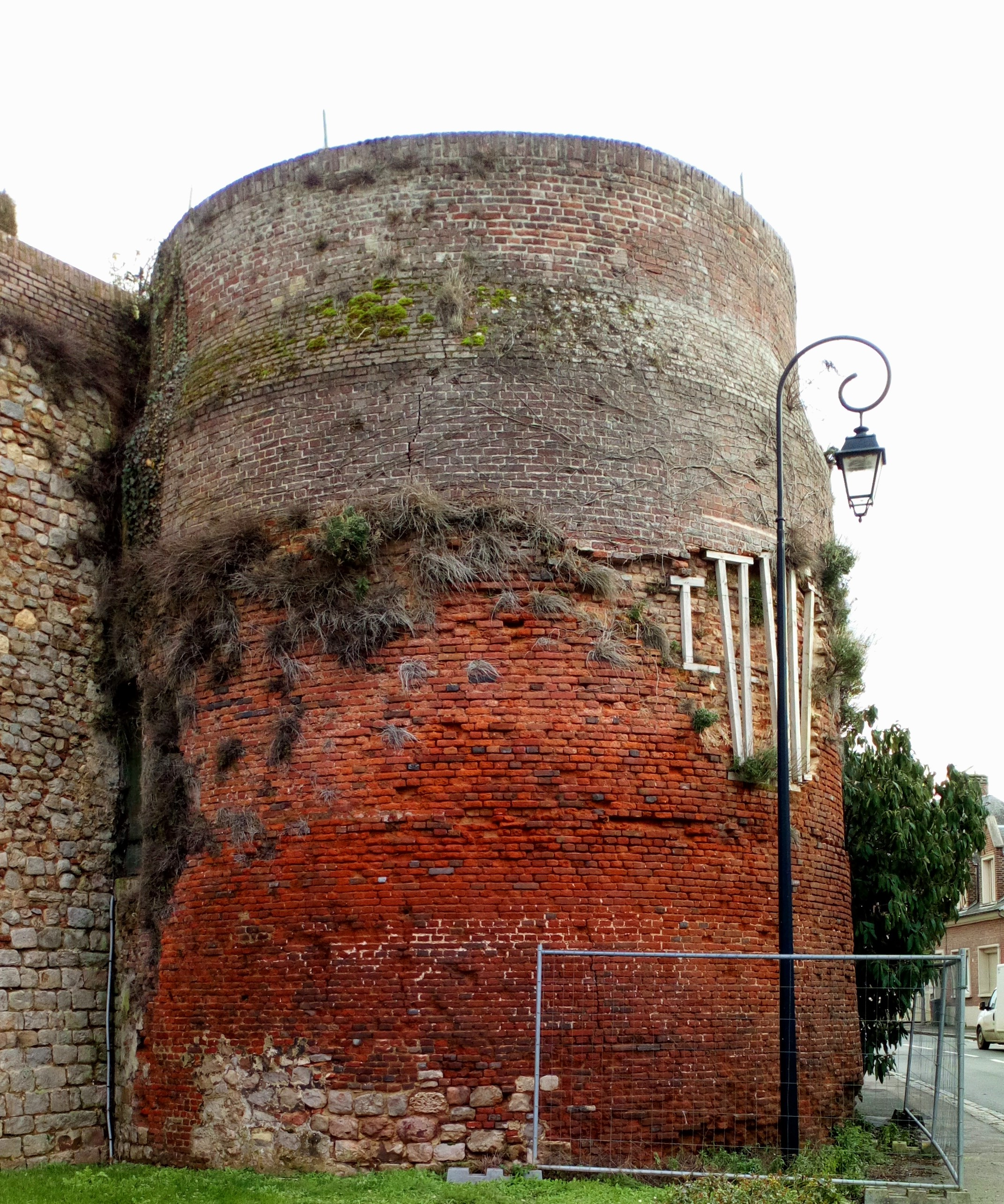
La tour Saint-Laurent
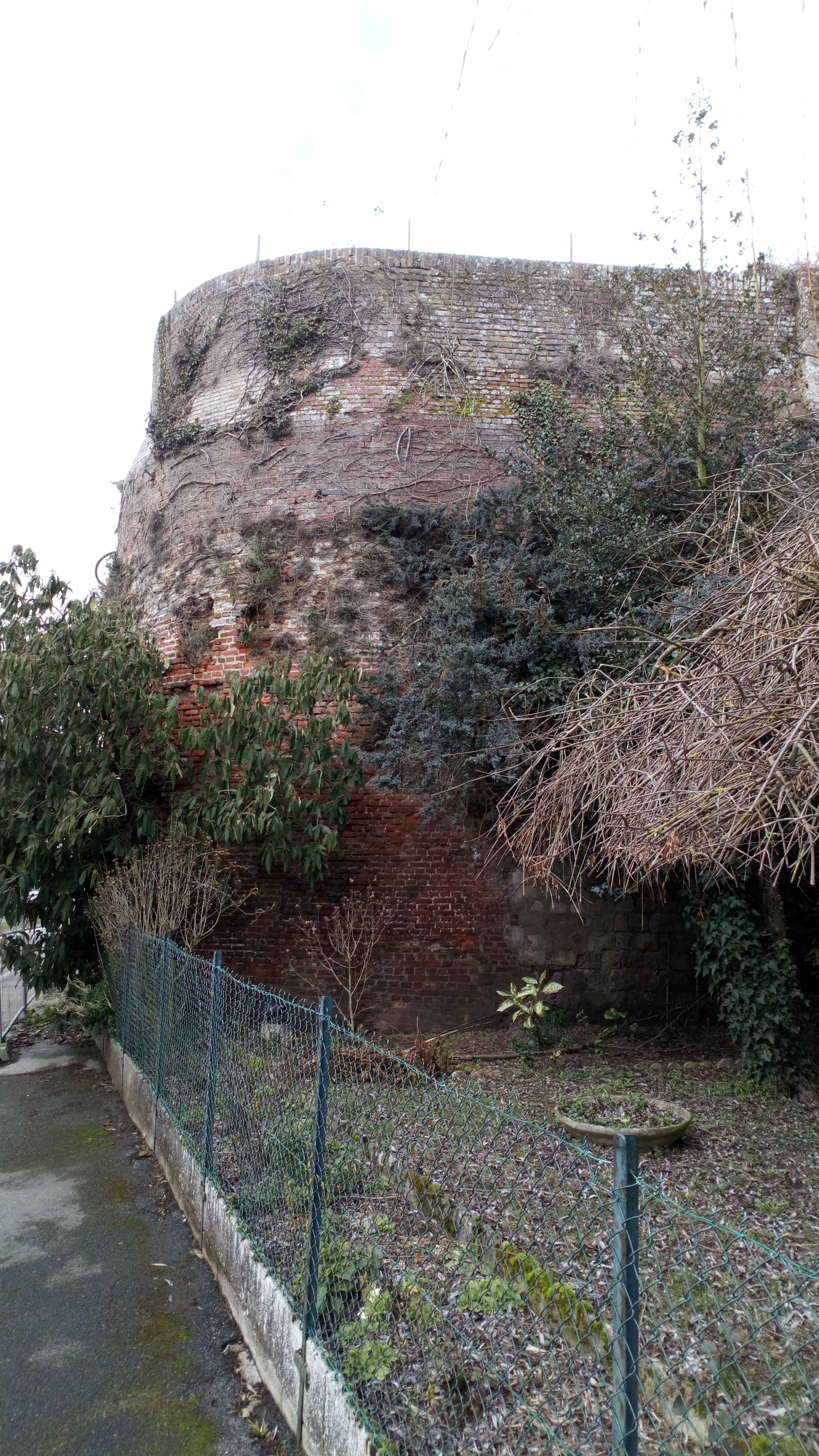
La tour Saint-Laurent
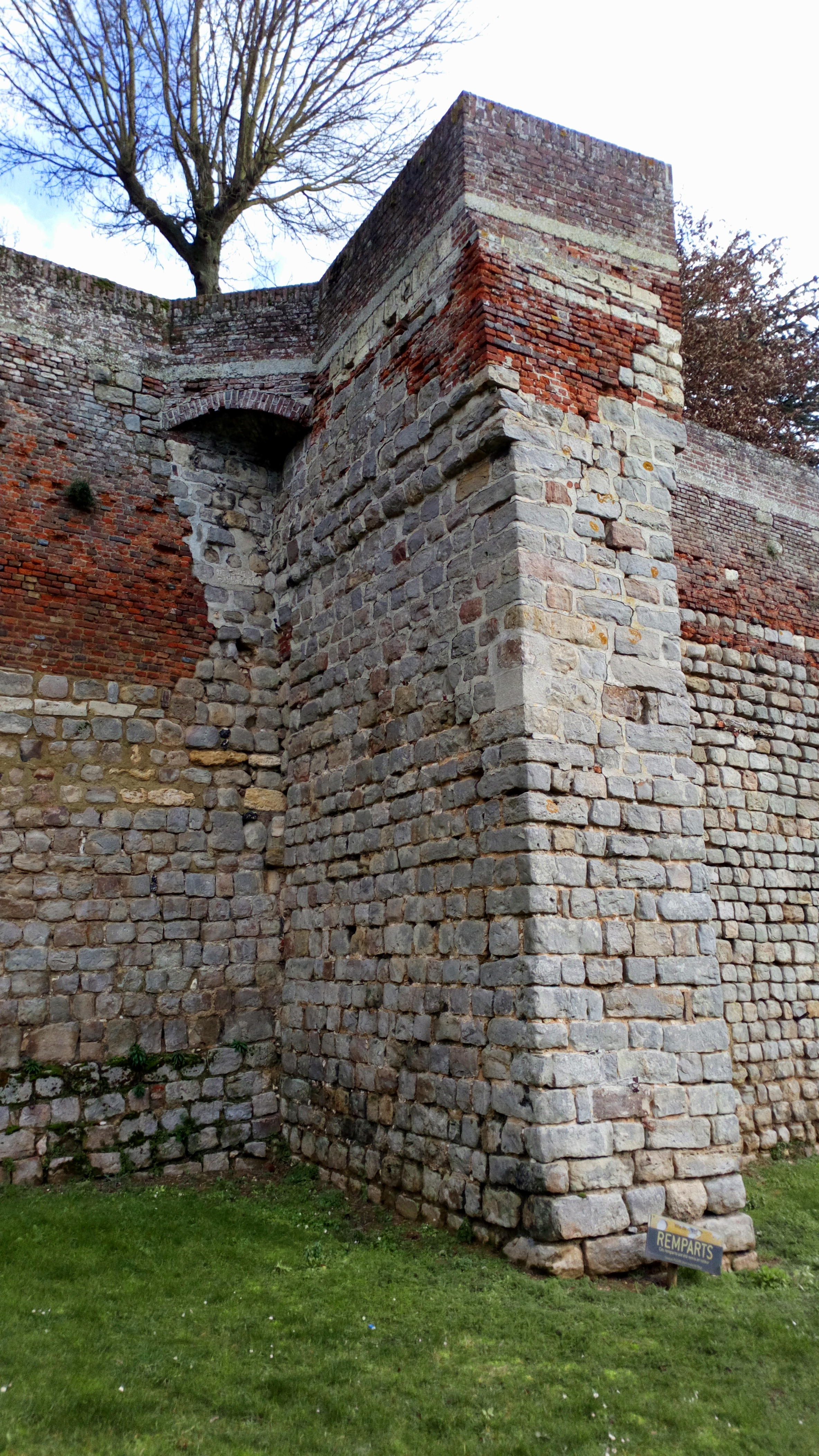
Le rempart
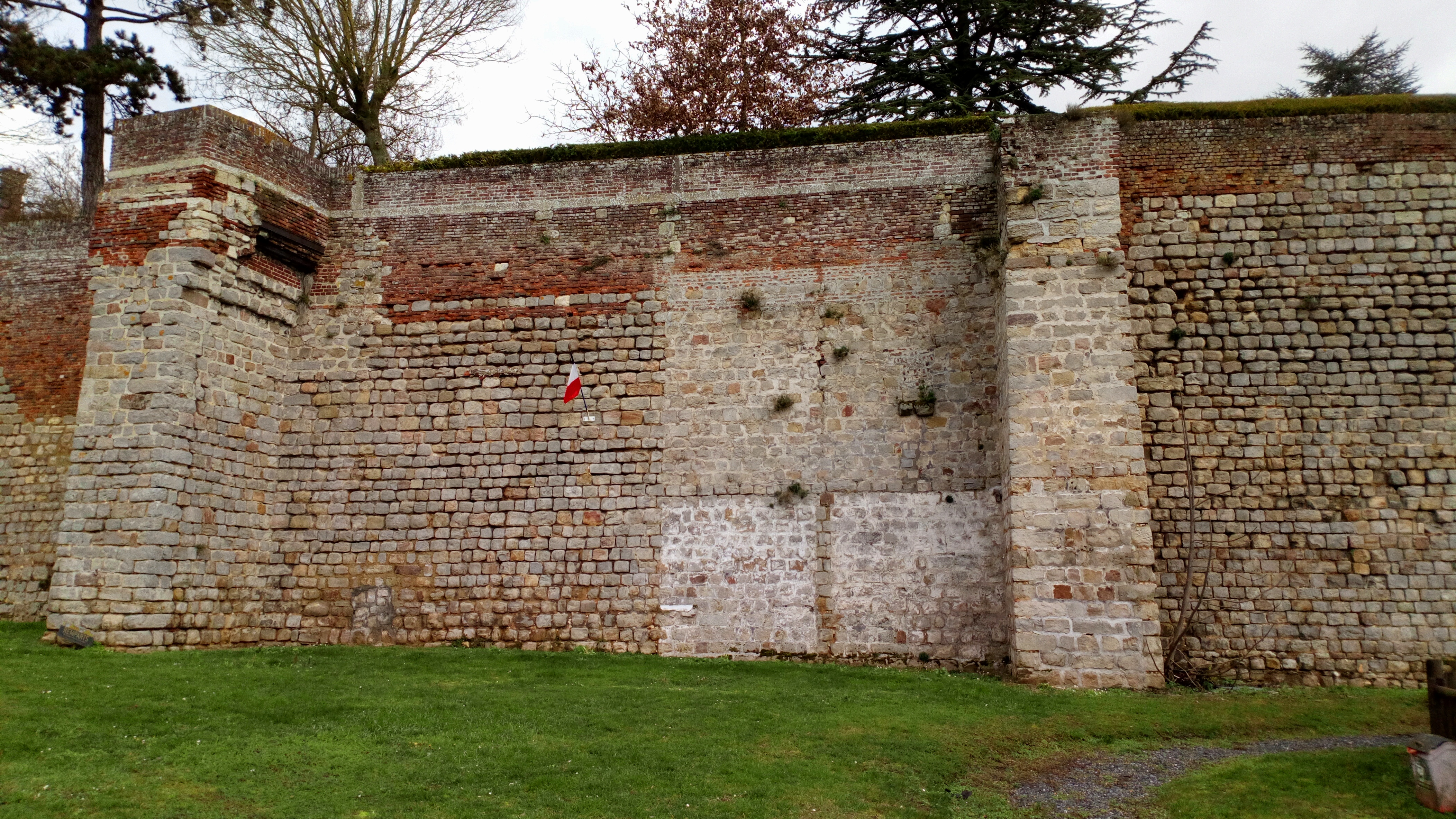
Le rempart